# Kinderklinik/Frauenspital (Berner Quartier)
Kinderklinik/Frauenspital wird auch als Quartier der Stadt Bern gezählt. Es gehört zu den 2011 bernweit festgelegten 114 gebräuchlichen Quartieren und liegt im Stadtteil III Mattenhof-Weissenbühl, dort im statistischen Bezirk Mattenhof. Es grenzt an die Quartiere Inselspital, Villette und Mattenhof. Die Kinder- und die Frauenklinik vom Inselspital sind namensgebend.
Im Jahr 2022 wurden 222 Einwohner angegeben, davon 165 Schweizer und 57 Ausländer.

## Geschichte
Die Frauenklinik wurde 2007, fünf Jahre nach Fertigstellung 2002, wegen statischer Mängel gesperrt und zog zeitweilig in einen Ersatzneubau, das Theodor-Kocher-Haus, um. Eine Sanierung der Frauenklinik (neu Marie-Colinet-Haus) hat begonnen, sie soll nach der Sanierung, voraussichtlich ab Ende 2024, die Frauenklinik, die Neonatologie der Kinderklinik und die Augenklinik beherbergen. 2020 hat die Insel Gruppe einen Gesamtkredit von 124 Millionen CHF gesprochen, weil weitere verdeckte Bauschäden aufgedeckt wurden.
Die Kinderklinik führt jetzt den Namen Julie-von-Jenner-Haus. Darüber hinaus liegen die zmk bern (Zahnmedizinische Kliniken der Universität Bern) sowie das siteminsel-Gebäude  des Nationalen Kompetenzzentrums für Translationale Medizin an der Freiburgstrasse 3 im Quartier. Dort soll Translation im Sinne des Übergangs von der medizinischen Forschung zur praktischen Anwendung gefördert werden.

## Struktur
Siehe auch: Gebäude des Inselareals
Der Kaufmännische Verband Bern als Mitgliedsverband des Kaufmännischen Verbandes Schweiz hat in der Schlösslistrasse seinen Sitz und arbeitet in den Regionen Bern, Solothurn und Aargau. Dazu gehört auch die Wirtschafts- und Kaderschule (WKS KV Bildung) Bern auf der Nordseite der Effingerstrasse.
Die Wohnbebauung befindet sich auf der Nordseite der Effingerstrasse und der Schlösslistrasse, wobei sich in den stadtvillenartigen Wohngebäuden der Choisy- und Schlösslistrasse auch noch Einrichtungen des Inselspitals befinden.

## Verkehr
Am Loryplatz im Süden verkehren die Linien 7 und 8 der Strassenbahn Bern, Richtung Zentrum. Die 2011 eingeführte Buslinie 11 («Inselbus») verbindet ebenfalls mit dem Zentrum.